# Țesătură Jacquard
Țesătura Jacquard este un tip de țesătură a cărei tehnică de legare este obținută prin ridicarea simultană a anumitor fire de urzeală și care face posibilă, în aproape orice război de țesut, creșterea programată a fiecărui fir de urzeală independent de celelalte. Acest lucru aduce mult mai multă versatilitate în procesul de țesut și oferă cel mai înalt nivel de control al firelor de urzeală.

## Scurt istoric
Acest tip de țesătură a apărut în Evul Mediu, o dată cu apariția războaielor de țesut orizontale.
Prima îmbunătățire a razboiului de țesut aparține lui Basile Bouchon(1725), însă cea mai importantă invenție o constituie mecanismul care și poartă numele renumitului inventator francez Joseph Marie Jacquard. Acesta a realizat, între anii 1804 și 1808, mecanismul de comandă automată individuală a ițelor, prin folosirea unor cartele perforate cu desen specific.
Dupa aproape două secole a apărut și razboiul de țesut Jacquard electronic, în 1983, la Bonas Machine Company.
În prezent, războaiele de țesut jacquard sunt computerizate , nu mai au cartele perforate, în schimb au mii de cârlige. O evoluție firească, în pas cu vremurile.

## Caracteristici
Țesătura Jacquard este cel mai complicat tip de țesătură din cauza modului de realizare, alegerea ițelor realizându-se în funcție de model. La acest tip de țesătură complexitatea modelului este realizată prin contextură, nu prin vopsirea, printarea  sau brodarea stofei. 
Spre deosebire de alte tipuri de țesături, cum ar fi țesăturile normale (tip pânză), sau țesăturile denim, la acest tip de țesătură nu întâlnim un tipar repetitiv. Acest tip de țesătură  de obicei dă o rezistență mult mai bună materialui. Prin complexitatea modului de realizare țesăturile tip Jacquard au o valoare ridicată.
Țesăturile Jacquard pot fi confundate, de multe ori, cu broderiile sau modele cusute din cauza săriturilor mari de țesere. Pentru a putea recunoaște cu exactitate dacă o țesătură este de tip Jacquard trebuie privite ambele părți ale acesteia. În  cazul unei țesături de tip Jacquard modelul existent pe fața materialului se regăsește pe partea din spate cu textura și culorile inversate.

## Utilizări
Pentru a obține  o țesătură de tip Jacquard se pot utiliza materii prime variate precum bumbac, mătase, in și sintetice. Datorită acestui fapt putem întâlni acest tip de țesătură atât la draperii, tapițerii, lenjerii,cuverturi, prosoape și haine cât și ca  material de acoperire al saltelelor.